# رابرت دیل اوون
رابرت دیل اوون (زادهٔ ۷ نوامبر ۱۸۰۱-درگذشتهٔ ۲۴ ژوئن ۱۸۷۱) یک رفورمیست متولد اسکاتلند بود که در سال ۱۸۲۵ به کشور ایالات متحده آمریکا مهاجرت کرد و به شهروندی این کشور درآمد. وی یکی از اعضای سیاسی فعال در ایندیانا بود و برای حزب دموکرات در مجلس نمایندگان ایندیانا فعالیت می‌کرد و همچنین ایندیانا را در مجلس نمایندگان ایالات متحده آمریکا نمایندگی می‌کرد.